# Калімулла Хан
Калімулла Хан (урду ‏كليم الله خان, нар. 20 вересня 1992, Чаман, Белуджистан) — пакистанський футболіст, який грає на позиції нападника і півзахисника. Відомий за виступами у низці пакистанських та закордонних клубів. Кращий футболіст Киргизстану 2014 року. Перший пакистанський футболіст, який став кращим бомбардиром закордонного чемпіонату.

## Клубна кар'єра
Калімулла Хан розпочав виступи на футбольних полях у 2009 році в складі футбольного клубу «Хан Рісерч Лабораторіз» з Равалпінді, та швидко став одним із основних гравців клубу, допомігши команді виграти в 2010 році Кубок Пакистану, а наступного року став разом із командою чемпіоном Пакистану та володарем кубка країни. У 2012 році він знову став володарем Кубка Пакистану, а за підсумками сезону 2013—2013 років знову став чемпіоном країни, а також кращим бомбардиром чемпіонату з 35 м'ячами. У 2013 році Калімулла разом із командою став фіналістом Кубок президента АФК, у якому пакистанська команда у фіналі поступилась туркменському клубу «Балкан». За підсумками 2013 року пакистанська федерація футболу визнала Калімуллу кращим футболістом країни та кращим гравцем першості країни. За підсумками сезону 2013—2014 років Калімулла Хан знову став чемпіоном Пакистану в складі «Хан Рісерч Лабораторіз». Усього він зіграв у складі клубу з Равалпінді 94 матчі. в яких відзначився 72 забитими м'ячами.
На початку 2014 року Калімулла перейшов до складу киргизького клубу «Дордой», який очолив колишній головний тренер збірної Пакистану Завіша Милосавлевич. У складі команди вже в перший рік виступів пакистанський нападник став чемпіоном країни, володарем Кубка та Суперкубка Киргизстану. Одночасно Калімулла, відзначившись 18 забитими м'ячами у 17 матчах чемпіонату, став кращим бомбардиром чемпіонату. За підсумками сезону киргизька футбольна ліга визнала пакистанця кращим футболістом Киргизстану.
На початку 2015 року Калімулла грав у складі «Дордоя», та дебютував у його складі в Кубку АФК, проте вже у травні цього ж року пройшов попередній перегляд у клубі United Soccer League «Сакраменто Ріпаблік». 18 червня каліфорнійська команда оголосила про укладення контракту з пакистанським нападником. У грудні 2015 року Калімулла Хан став гравцем іншого клубу United Soccer League «Талса Рафнекс». У складі цієї команди пакистанець грав до середини 2017 року, а на початку 2017 року грав у оренді за пакистанський клуб «Кей-Електрик» з Карачі.
У середині 2017 року Калімулла став гравцем нижчолігового турецького клубу «Серхат Ардаханспор», а наступного року грав за інший турецький нижчоліговий клуб «Игдир Есспор». На початку 2019 року він грав у нижчоліговому турецькому клубі «Аракли 1961 Спор».
8 березня 2019 року Калімулла Хан уклав контракт з клубом Прем'єр-ліги Іраку «Аль-Наджаф». 4 травня пакистанський нападник відзначився першим забитим м'ячем у складі нової команди у грі чемпіонату Іраку проти клубу «Аль-Талаба».
У вересні 2019 року Калімулла Хан став гравцем іншого ракського клубу Прем'єр-ліги «Заху».

## Виступи за збірну
З 2010 року Калімулла грав у складі олімпійської збірної Пакистану, грав у її складі на Азійських іграх 2010 року та Південноазійських іграх. У 2011 році він дебютував у складі національної збірної Пакистану у грі проти збірної Палестини. Проте у зв'язку з конфліктом із Федерацією футболу Пакистану Калімулла не викликається до збірної з 2017 року. Усього в складі національної збірної Калімулла Хан зіграв 25 матчів, у яких відзначився 4 забитими м'ячами.

## Титули і досягнення

### Командні
«Хан Рісерч Лабораторіз»
- Чемпіон Пакистану: 2009, 2011, 2012—2013, 2013—2014
- Володар Кубку Пакистану: 2009, 2010, 2011, 2012

«Дордой»
- Чемпіонат Киргизстану: 2014
- Володар Кубку Киргизстану: 2014
- Володар Суперкубку Киргизстану: 2014.

### Особисті
- Кращий бомбардир чемпіонату Пакистану: 2012 (35 м'ячів).
- Кращий бомбардир чемпіонату Киргизстану: 2014 (18 м'ячів).
- Кращий гравець чемпіонату Пакистану: 2013.
- Футболіст року в Пакистані: 2013.
- Кращий футболіст Киргизстану: 2014.